# Baía de James

Mapa da baía de Hudson e baía de James.

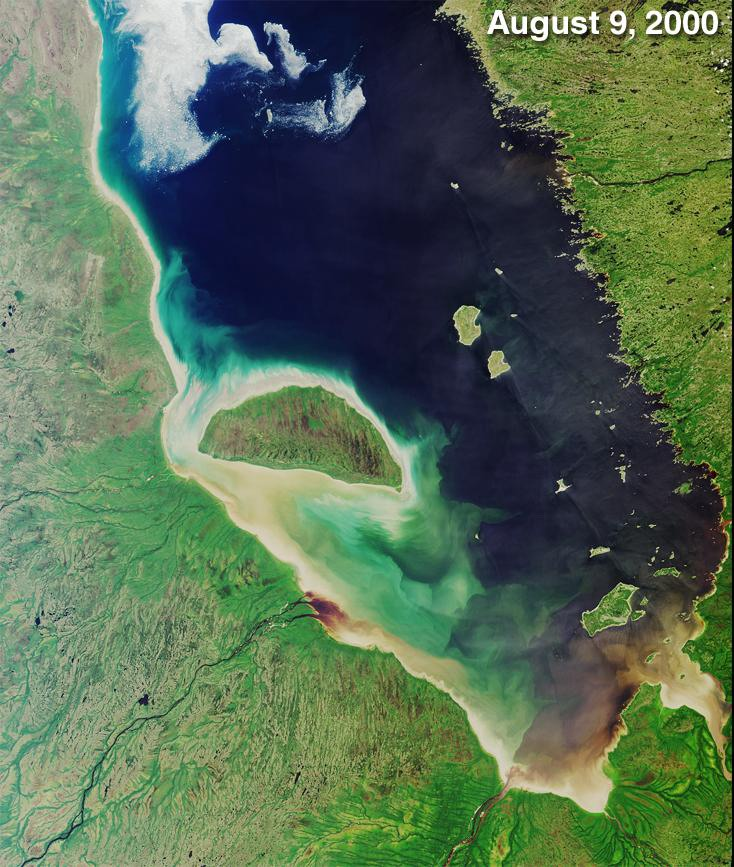
Imagem de satélite da baía de James, notando-se a ilha Akimiski.

A baía de James (em inglês:  James Bay, em francês:  Baie James) é uma grande baía que prolonga para sul a baía de Hudson no Canadá. Ambas têm ligação com o oceano Árctico.

## Geografia
As margens da baía de James fazem o limite dos estados do Quebeque e Ontário, mas as ilhas na baía (a maior das quais a ilha Akimiski) fazem parte do território de Nunavut. A bacia da Baía de James é local de grandes projectos hidroeléctricos, e também destino turístico para amantes da natureza.
Centenas de rios desaguam na baía. A geografia da zona faz com que muitos tenham características similares. Tendem a ser muito largos e pouco profundos perto da baía (nas terras baixas), enquanto que a montante são mais estreitos e escarpados (já que correm sobre o Escudo Canadiano).
A baía de Hannah é a parte mais meridional da baía de James. É nesta baía que o rio Kesagami e o rio Harricana desaguam. Cerca de 238 km² estão protegidos pela «Lei sobre Aves Migratórias» do Canadá («Migratory Birds Convention Act»).
Várias comunidades residem perto da baía de James, incluindo algumas comunidades aborígenes, como os Kashechewan e nove comunidades pertencentes ao Grande Conselho dos Crees, do norte do Québec.

## História
A baía atraiu a atenção dos europeus em 1610, quando Henry Hudson a explorou no decurso das navegações pela baía de Hudson. A baía de James recebeu o seu nome em homenagem a Thomas James, um capitão inglês que a explorou mais a fundo em 1631.